# Come Closer / Hard Drive 2012
Come Closer / Hard Drive 2012 – EP polskiej piosenkarki Honoraty „Honey” Skarbek, wydany 14 maja 2012 roku.
Minialbum zawiera dwa utwory wokalistki: „Come Closer” oraz „Hard Drive”, wydane na wydawnictwie w dwóch wersjach muzycznych. 

## Lista utworów
Opracowano na podstawie materiału źródłowego.
1. „Come Closer” (Radio Edit 2012) – 3:35
2. „Come Closer” (Extended 2012) – 5:26
3. „Hard Drive” (Radio Edit 2012) – 3:44
4. „Hard Drive” (Extended 2012) – 5:38